# فلوبرومازپام
فلوبرومازپام (انگلیسی: Flubromazepam) یک مشتق بنزودیازپین است که برای نخستین بار در سال ۱۹۶۰ میلادی سنتز شد اما هرگز به بازار عرضه نشد و تا اواخر سال ۲۰۱۲ که در بازار خاکستری به عنوان یک داروی جدید طراحی شد، مورد توجه یا مطالعه دیگری قرار نگرفت.